# 1992년 동계 올림픽 연합 선수단
1992년 동계 올림픽 연합 선수단은 1992년 2월 8일부터 2월 23일까지 프랑스 알베르빌에서 열린 제16회 동계 올림픽에 참가했다. 1991년에 해체된 소련을 구성하던 국가 가운데 러시아, 우크라이나, 벨라루스, 우즈베키스탄, 카자흐스탄 5개국 출신의 선수들로 구성되어 있다.

## 같이 보기
- 1992년 하계 올림픽 연합 선수단